# آقا حسین تهرانی
آقا حسین تهرانی معروف به آقا شیخ حسین تهرانی از واعظین و سیاستمداران ایرانی بود، که در دوره‌های  هفتم و  چهاردهم بعنوان نماینده تهران در مجلس شورای ملی حضور داشت.